# Слупца (гміна)
Гміна Слупца (пол. Gmina Słupca) — сільська гміна у північно-західній Польщі. Належить до Слупецького повіту Великопольського воєводства.
Станом на 31 грудня 2011 у гміні проживало 9314 осіб.

## Територія
Згідно з даними за 2007 рік площа гміни становила 144.93 км², у тому числі:
- орні землі: 92.00%
- ліси: 4.00%

Таким чином, площа гміни становить 17.30% площі повіту.

## Населення
Станом на 31 грудня 2011:
| Опис     | Загалом | Загалом | Чоловіки | Чоловіки | Жінки | Жінки |
| -------- | ------- | ------- | -------- | -------- | ----- | ----- |
| одиниця  | осіб    | %       | осіб     | %        | осіб  | %     |
| все      | 9314    | 100     | 4601     | 49.40    | 4713  | 50.60 |
| міське   | 0       | 100     | 0        |          | 0     |       |
| сільське | 9314    | 100     | 4601     | 49.40    | 4713  | 50.60 |

## Сусідні гміни
Гміна Слупца межує з такими гмінами: Ґоліна, Казімеж-Біскупі, Льондек, Островіте, Повідз, Слупца, Стшалково.